# Rodney Begnaud
Rodney Begnaud (n. 12 de octubre de 1970) es un luchador profesional estadounidense. Es conocido por sus trabajos en la Extreme Championship Wrestling y World Wrestling Entertainment bajo el nombre de Rodney Mack, y ocasionalmente en circuitos independientes como Redd Dawg.

## Carrera

### Extreme Championship Wrestling (1998-2002)
Rodney Begnaud hizo su debut en la lucha libre en la Northside High School en Lafayette, LA. Tras entrenar con su tío, Sylvester Ritter, debutó en 1998 como Redd Dog, y compitió para promociones independientes. Luego fue contratado por la NWA Southwest, peridendo ante Scott Putski en 29 segundos. Tras trabajar en más empresas, fue contratado por la Extreme Championship Wrestling en 2000, haciendo su debut como miembro de Da Baldies.

### World Wrestling Enteirtanment (2001-2005)
Tras el cierre de ECW, Begnaud fue contratado por la World Wrestling Entertainment y enviado a su territorio de desarrollo, Ohio Valley Wrestling.

#### Ohio Valley Wrestling (2001-2002)
Begnaud debutó en OVW en un combate contra Mark Jindrak. Al poco tiempo, formó un equipo con Shelton Benjamin llamado The Dogg Pound. El 17 de julio de 2002, Benjamin y Redd Dogg consiguieron los Campeonatos por Parejas de la OVW, tras derrotar a Flash Flanagan & Trailer Park Trash. Sin embargo, el título quedó vacante cuando Benjamin y Dogg fueron llamados al plantel principal de la WWE.

#### 2003-2004
Begnaud, bajo el nombre Redd Dogg, hizo su debut televisado en la edición de SmackDown! del 16 de enero de 2003, apareciendo como el guardaespaldas de John Cena. Su único combate televisado fue el 28 de enero, en Velocity, donde perdió contra Chavo Guerrero. Poco más tarde, fue movido a la marca RAW, donde cambió su nombre a Rodney Mack y su gimmick al de un contundente luchador callejero. Su debut en la marca fue en la edición de Heat del 3 de marzo, en la que fue llamado por Theodore Long para atacar a su antiguo enforcer, D'Lo Brown. Tras ello, Mack tomó el rol de D'Lo y se unió al stable de Long Thuggin' And Buggin' Enterprises, un grupo de afroamericanos que se sentían víctimas del racismo. Bajo el mando de Long, Mack comenzó a celebrar cada semana un "White Boy Challenge", un combate de cinco minutos en el que desafiaba a luchadores caucásicos a intentar batirlo, sólo para ser brutalmente derrotados. Poco después, el grupo acogió al nuevo miembro Christopher Nowinsky, un luchador caucásico aliado de Long. El trío entró en un feudo con Dudley Boyz (Bubba, D-Von & Spike), a quienes Mack había derrotado en combates individuales. En Insurrextion, Dudley Boyz se enfrentaron a Mack, Nowinsky y Long, a pesar de no ser Long un luchador; eventualmente esto les condujo a la derrota después de que Spike lograse el pinfall sobre él. La revancha llegó en Bad Blood, donde Nowinsky y Mack derrotaron a Bubba y D-Von. Poco más tarde, Jazz se unió al grupo durante un tiempo. El 23 de junio, la racha de victorias de Rodney se rompió cuando fue derrotado por Goldberg en un "White Boy Challenge". El 12 de julio, Nowinsky se retiró de la lucha libre debido a una concusión craneal, por lo que Long debió contratar a Rosey para cubrir su hueco. Pero, semanas más tarde, Rosey fue expulsado del grupo y atacado por Mack, debido a una derrota provocada por él en un combate en parejas contra Dudley Boyz. Tras ello, Theodore Long introdujo a Mark Henry como el nuevo miembro. Mack y él formaron equipo y obtuvieron una larga racha de victorias en combates por parejas. Luego, en octubre, Mack dejó el grupo y fue enviado a OVW, teniendo después apariciones únicamente en Heat, donde entró en un breve feudo con Val Venis. En Unforgiven 2004 perdió contra Maven, y participó en una batalla real de RAW para determinar el aspirante N.º 1 al Título Mundial de Peso Pesado de la WWE. Más tarde, Begnaud dejó la empresa.

### Retorno a la WWE (2006-2007)
El 15 de septiembre de 2006 se informó en WWE.com que Begnaud, junto con Marty Jannetty y Brad Armstrong, había sido contratado por la WWE. Comenzó a luchar en house shows de ECW el 30 de septiembre de 2006. Finalmente, el 18 de enero, Mack y otros luchadores (como su esposa Jazz) fueron liberados de su contrato.

### Retorno a circuito independiente (2007-2008)
Tras dejar la WWE, Begnaud hizo apariciones esporádicas en empresas independientes, ganando el All-American Wrestling Tag Team Championship con Heidenreich el 18 de mayo de 2008 tras derrotar a Latinos Locos. Sin embargo, el título quedó vacante poco después debido a una interferencia en el combate.

### National Wrestling Alliance (2022-presente)
En el Powerrr emitido el 2 de agosto, se enfrentó a Cyon por una oportunidad al Campeonato National  de la NWA de Jax Dane, sin embargo perdió.

## En lucha
- Movimientos finales
  - Blackout[1] (Cobra clutch, a veces derivado en cobra clutch slam)[7]
  - Sitout double underhook powerbomb[1]
  - Running powerslam - 2001-2003
  - Snap DDT[1]

- Movimientos de firma
  - Double leg slam
  - Scoop slam
  - Vertical suplex
  - Sidewalk slam backbreaker
  - Overhead belly to belly suplex
  - Running jumping shoulder block
  - Spinning spinebuster
  - Running powerslam - 1998-2001, 2003-presente
  - Clothesline
  - Hammerlock DDT
  - Spear[1]
  - DDT[1]
  - STO[1]

- Managers
  - Theodore Long
  - John Cena

## Campeonatos y logros
- Allied Independent Wrestling Federations
  - AIWF World Heavyweight Championship (1 vez)[8]
  - AIWF Southwest Championship (1 time)
- All American Wrestling (Louisiana)
  - AAW Tag Team Championship (1 vez) – con Heidenreich
- Elite Championship Wrestling
  - NWA Elite Heavyweight Championship (1 vez)[9]
- Lonestar Championship Wrestling
  - LCW Heavyweight Championship (1 vez)[10]
- Hazeltown Wrestling Alliance
  - HWA Heavyweight Championship (1 vez)
- Insane Hardcore Wrestling
  - IHW Heavyweight Championship (1 vez)[11]
  - IHWE Triple Crown Championship (1 vez)[12]
- NWA Southwest
  - NWA Texas Heavyweight Championship (3 veces)
- Northeast Wrestling Federation
  - NWF Heavyweight Championship (8 veces)
- Ohio Valley Wrestling
  - OVW Southern Tag Team Championship (1 vez) - con Shelton Benjamin
- XCW Wrestling
  - XCW Heavyweight Championship (1 vez)
- National Wrestling Alliance
  - NWA World Tag Team Championship (1 vez) - con Carnage.[13]